# Bundestagswahlkreis Offenbach
Der Wahlkreis Offenbach (Wahlkreis 184, bis zur Bundestagswahl 2021 Wahlkreis 185) ist ein Bundestagswahlkreis in Hessen. Der Wahlkreis umfasst die kreisfreie Stadt Offenbach am Main sowie die Gemeinden Dietzenbach, Dreieich, Egelsbach, Heusenstamm, Langen, Mühlheim am Main, Neu-Isenburg und Obertshausen aus dem Landkreis Offenbach.

## Wahlkreisgeschichte
| Wahl      | Wahlkreisname   | Gebiet |
| --------- | --------------- | --- |
| 1949      | XIX             | Stadt Offenbach am Main, Landkreis Offenbach |
| 1953–1961 | 144 Offenbach/M | Stadt Offenbach am Main, Landkreis Offenbach |
| 1965–1972 | 144 Offenbach   | Kreisfreie Stadt Offenbach am Main, Landkreis Offenbach ohne die Gemeinden Dietzenbach, Dreieichenhain, Dudenhofen, Froschhausen, Götzenhain, Hainhausen, Hainstadt, Jügesheim, Klein-Auheim, Klein-Krotzenburg, Klein-Welzheim, Mainflingen, Offenthal, Rembrücken, Seligenstadt, Steinheim am Main, Weiskirchen und Zellhausen |
| 1976      | 144 Offenbach   | Kreisfreie Stadt Offenbach (Main), Landkreis Offenbach ohne die Gemeinden Dietzenbach, Dudenhofen, Froschhausen, Hainhausen, Hainstadt, Jügesheim, Klein-Krotzenburg, Klein-Welzheim, Mainflingen, Rembrücken, Seligenstadt, Weiskirchen und Zellhausen                                                                          |
| 1980–1998 | 142 Offenbach   | Kreisfreie Stadt Offenbach am Main, vom Landkreis Offenbach die Gemeinden Dreieich, Egelsbach, Heusenstamm, Langen, Mühlheim am Main, Neu-Isenburg und Obertshausen |
| 2002–2005 | 186 Offenbach   | Stadt Offenbach am Main, vom Landkreis Offenbach die Gemeinden Dietzenbach, Dreieich, Egelsbach, Heusenstamm, Langen (Hessen), Mühlheim am Main, Neu-Isenburg und Obertshausen |
| 2009–2021 | 185 Offenbach   | Stadt Offenbach am Main, vom Landkreis Offenbach die Gemeinden Dietzenbach, Dreieich, Egelsbach, Heusenstamm, Langen (Hessen), Mühlheim am Main, Neu-Isenburg und Obertshausen |

## Wahlkreisabgeordnete
| Wahl | Abgeordneter | Abgeordneter   | Partei | Stimmen in % |
| ---- | ------------ | -------------- | ------ | ------------ |
| 1949 |              | Harald Koch    | SPD    | 37,2         |
| 1953 |              | Wilhelm Banse  | SPD    | 40,0         |
| 1957 |              | Karl Kanka     | CDU    | 42,9         |
| 1961 |              | Horst Schmidt  | SPD    | 45,6         |
| 1965 | 49,1         | Horst Schmidt  | SPD    |              |
| 1969 | 54,8         | Horst Schmidt  | SPD    |              |
| 1972 |              | Manfred Coppik | SPD    | 54,5         |
| 1976 | 46,9         | Manfred Coppik | SPD    |              |
| 1980 | 47,0         | Manfred Coppik | SPD    |              |
| 1983 |              | Klaus Lippold  | CDU    | 48,6         |
| 1987 | 47,6         | Klaus Lippold  | CDU    |              |
| 1990 | 47,1         | Klaus Lippold  | CDU    |              |
| 1994 | 47,4         | Klaus Lippold  | CDU    |              |
| 1998 |              | Uta Zapf       | SPD    | 43,5         |
| 2002 | 43,4         | Uta Zapf       | SPD    |              |
| 2005 |              | Klaus Lippold  | CDU    | 43,7         |
| 2009 |              | Peter Wichtel  | CDU    | 40,2         |
| 2013 | 45,5         | Peter Wichtel  | CDU    |              |
| 2017 |              | Björn Simon    | CDU    | 35,4         |
| 2021 | 27,8         | Björn Simon    | CDU    |              |
| 2025 | 31,2         | Björn Simon    | CDU    |              |

## Wahlergebnisse

### Bundestagswahl 2025
| Kandidaten                                            | Kandidaten                        | Parteien/Listen     | Erststimmen | Erststimmen | Zweitstimmen | Zweitstimmen |
| Kandidaten                                            | Kandidaten                        | Parteien/Listen     | Stimmen     | %           | Stimmen      | %            |
| ----------------------------------------------------- | --------------------------------- | ------------------- | ----------- | ----------- | ------------ | ------------ |
|                                                       | Laura Helena Wolf                 | SPD                 | 29.384      | 17,0        | 30.178       | 17,4         |
|                                                       | Björn Manuel Simongewählt im WK   | CDU                 | 53.821      | 31,2        | 47.974       | 27,7         |
|                                                       | Tarek Al-Wazir                    | GRÜNE               | 25.416      | 14,7        | 22.646       | 13,1         |
|                                                       | Ernestos Andreas Varvaroussis     | FDP                 | 6.606       | 3,8         | 9.360        | 5,4          |
|                                                       | Peter Lutz                        | AfD                 | 26.300      | 15,2        | 26.232       | 15,2         |
|                                                       | Magdalena Maria Depta-Wollenhaupt | Die Linke           | 17.841      | 10,3        | 19.893       | 11,5         |
|                                                       | Lukas Christian Mengel            | FREIE WÄHLER        | 4.159       | 2,4         | 1.839        | 1,1          |
|                                                       | —                                 | Tierschutzpartei    | –           | –           | 2.220        | 1,3          |
|                                                       | —                                 | Die PARTEI          | –           | –           | 858          | 0,5          |
|                                                       | —                                 | Volt                | –           | –           | 1.539        | 0,9          |
|                                                       | —                                 | PdH                 | –           | –           | 147          | 0,1          |
|                                                       | —                                 | MLPD                | –           | –           | 67           | 0,0          |
|                                                       | —                                 | BÜNDNIS DEUTSCHLAND | –           | –           | 243          | 0,1          |
|                                                       | —                                 | BSW                 | –           | –           | 9.769        | 5,6          |
| Gesamt                                                | Gesamt                            | Gesamt              | 172.527     | 100         | 172.965      | 100          |
|                                                       |                                   |                     |             |             |              |              |
| Ungültige Stimmen                                     | Ungültige Stimmen                 | Ungültige Stimmen   | 1.846       | 1,1         | 1.408        | 0,8          |
| Wähler                                                | Wähler                            | Wähler              | 174.373     | 79,9        | 174.373      | 79,9         |
| Wahlberechtigte                                       | Wahlberechtigte                   | Wahlberechtigte     | 218.352     |             | 218.352      |              |
|                                                       |                                   |                     |             |             |              |              |
| Quellen: Die Bundeswahlleiterin, Kandidaten – Stimmen |                                   |                     |             |             |              |              |

### Bundestagswahl 2021
Die Bundestagswahl 2021 findet am Sonntag, den 26. September 2021, statt. In Hessen hatten sich 25 Parteien mit ihrer Landesliste beworben. Die APPD wurde vom Bundeswahlausschuss nicht als Partei anerkannt. Die SGP wurde vom Landeswahlausschuss zurückgewiesen, da nicht die erforderlichen fünfhundert Unterschriften zur Unterstützung vorgelegt wurden. Somit bewerben sich 23 Parteien mit ihren Landeslisten in Hessen. Auf den Landeslisten kandidierten insgesamt 447 Bewerber, davon etwas mehr als ein Drittel (156) Frauen.
Zur Bundestagswahl 2021 treten folgende Kandidaten an:
| Direktkandidat           | Geburtsjahr und Ort            | Beruf                       | Wohnort           | Partei       | Erststimmen in % | Zweitstimmen in % |
| ------------------------ | ------------------------------ | --------------------------- | ----------------- | ------------ | ---------------- | ----------------- |
| Björn Simon              | geb. 1981 in Offenbach am Main | Politikwissenschaftler      | Obertshausen      | CDU          | 27,8             | 22,9              |
| Tuna Firat               | geb. 1981 in Dieburg           | Rechtsanwalt                | Dietzenbach       | SPD          | 26,4             | 24,9              |
| Christin Thüne           | geb. 1962 in Mannheim-Neckarau | Dozentin                    | Offenbach am Main | AfD          | 7,6              | 7,8               |
| Ernestos Varvaroussis    | geb. 1963 in Frankfurt am Main | Bauingenieur                | Heusenstamm       | FDP          | 9,5              | 13,2              |
| Wolfgang Strengmann-Kuhn | geb. 1964 in Dinslaken         | Bundestagsabgeordneter      | Frankfurt am Main | GRÜNE        | 16,8             | 17,4              |
| Christine Buchholz       | geb. 1971 in Hamburg           | Erziehungswissenschaftlerin | Offenbach am Main | DIE LINKE    | 4,8              | 5,0               |
| Stephanie Birkle         | geb. 1980 in Mannheim-Neckarau | Marketing-Specialist        | Langen            | Die PARTEI   | 1,3              | 0,9               |
| Dennis Lehmann           | geb. 1988 in Offenbach am Main | Schreiner                   | Offenbach am Main | FREIE WÄHLER | 2,4              | 1,5               |
| Gregory Engels           | geb. 1976 in Moskau            | Unternehmer                 | Offenbach am Main | PIRATEN      | 0,7              | 0,5               |
| Stefan Billing           | geb. 1962 in Berlin-Neukölln   | Vermögensberater            | Rödermark         | dieBasis     | 1,6              | 1,4               |
| Felix Kautz              | geb. 1996 in Lich              | Unternehmer                 | Offenbach am Main | Volt         | 1,0              | 0,8               |

### Bundestagswahl 2017
Die Bundestagswahl 2017 fand am Sonntag, den 24. September 2017, statt. In Hessen haben sich 20 Parteien mit ihrer Landesliste beworben. Die Allianz Deutscher Demokraten zog ihre Bewerbung zurück. Die Violetten wurde vom Landeswahlausschuss zurückgewiesen, da nicht die erforderlichen zweitausend Unterschriften zur Unterstützung vorgelegt wurden. Somit bewerben sich 18 Parteien mit ihren Landeslisten in Hessen. Auf den Landeslisten kandidieren insgesamt 353 Bewerber, davon nicht ganz ein Drittel (114) Frauen.
| Gegenstand der Nachweisung | Gegenstand der Nachweisung | Erst- stimmen | Erst- stimmen | Zweit- stimmen | Zweit- stimmen |
| Bewerber                   | Partei                     | Anzahl        | %             | Anzahl         | %              |
| -------------------------- | -------------------------- | ------------- | ------------- | -------------- | -------------- |
| Wahlberechtigte            | Wahlberechtigte            | 220.194       | 100           | 220.194        | 100            |
| Wähler                     | Wähler                     | 163.580       | 74,3          | 163.580        | 74,3           |
| Ungültige Stimmen          | Ungültige Stimmen          | 2.597         | 1,6           | 2.286          | 1,4            |
| Gültige Stimmen            | Gültige Stimmen            | 160.983       | 98,4          | 161.294        | 98,6           |
| davon                      |                            |               |               |                |                |
| Björn Simon                | CDU                        | 58.565        | 36,4          | 49.302         | 30,6           |
| Tuna Firat                 | SPD                        | 40.106        | 24,9          | 34.519         | 21,4           |
| Wolfgang Strengmann-Kuhn   | GRÜNE                      | 14.246        | 8,8           | 16.421         | 10,2           |
| Christine Buchholz         | DIE LINKE                  | 12.435        | 7,7           | 14.261         | 8,8            |
| Arno Groß                  | AfD                        | 18.047        | 11,2          | 19.050         | 11,8           |
| Karl-Richard Krüger        | FDP                        | 12.420        | 7,7           | 20.372         | 12,6           |
| Grégory Engels             | PIRATEN                    | 1.586         | 1             | 945            | 0,6            |
|                            | NPD                        | -             | -             | 429            | 0,3            |
| Jürgen Ries                | FREIE WÄHLER               | 3.056         | 1,9           | 1.363          | 0,8            |
|                            | Die PARTEI                 | -             | -             | 1.564          | 1              |
|                            | Büso                       | -             | -             | 38             | 0              |
|                            | MLPD                       | -             | -             | 77             | 0              |
|                            | BGE                        | -             | -             | 354            | 0,2            |
|                            | DKP                        | -             | -             | 56             | 0              |
|                            | DM                         | -             | -             | 322            | 0,2            |
|                            | ÖDP                        | -             | -             | 285            | 0,2            |
|                            | Tierschutzpartei           | -             | -             | 1.642          | 1              |
|                            | V-Partei³                  | -             | -             | 294            | 0,2            |
| Joachim-Frank Kulmbacher   | Die Violetten              | 522           | 0,3           | -              | -              |

### Bundestagswahl 2013
| Gegenstand der Nachweisung | Gegenstand der Nachweisung | Erst- stimmen | Erst- stimmen | Zweit- stimmen | Zweit- stimmen |
| Bewerber                   | Partei                     | Anzahl        | %             | Anzahl         | %              |
| -------------------------- | -------------------------- | ------------- | ------------- | -------------- | -------------- |
| Wahlberechtigte            | Wahlberechtigte            | 221.650       | 100,0         | 221.650        | 100,0          |
| Wähler                     | Wähler                     | 158.240       | 71,4          | 158.240        | 71,4           |
| Ungültige Stimmen          | Ungültige Stimmen          | 4.637         | 2,9           | 3.990          | 2,5            |
| Gültige Stimmen            | Gültige Stimmen            | 153.603       | 100,0         | 154.250        | 100,0          |
| davon                      |                            |               |               |                |                |
| Peter Wichtel              | CDU                        | 69.930        | 45,5          | 59.905         | 38,8           |
| Dirk Gene Hagelstein       | SPD                        | 47.984        | 31,2          | 40.203         | 26,1           |
| Paul-Gerhard Weiß          | FDP                        | 4.376         | 2,8           | 9.836          | 6,4            |
| Wolfgang Strengmann-Kuhn   | GRÜNE                      | 12.548        | 8,2           | 16.503         | 10,7           |
| Christine Buchholz         | DIE LINKE                  | 9.479         | 6,2           | 10.205         | 6,6            |
| Vecih Yasaner              | PIRATEN                    | 3.780         | 2,5           | 3.627          | 2,4            |
| Frank Marschner            | NPD                        | 2.538         | 1,7           | 1.663          | 1,1            |
|                            | REP                        | –             | –             | 626            | 0,4            |
|                            | BüSo                       | –             | –             | 49             | 0,0            |
|                            | MLPD                       | –             | –             | 40             | 0,0            |
|                            | AfD                        | –             | –             | 8.994          | 5,8            |
|                            | pro Deutschland            | –             | –             | 224            | 0,1            |
| Jürgen Ries                | FREIE WÄHLER               | 2.968         | 1,9           | 1.461          | 0,9            |
|                            | Die PARTEI                 | –             | –             | 839            | 0,5            |
|                            | PSG                        | –             | –             | 75             | 0,0            |

### Bundestagswahl 2009
| Gegenstand der Nachweisung | Gegenstand der Nachweisung | Erst- stimmen | Erst- stimmen | Zweit- stimmen | Zweit- stimmen |
| Bewerber                   | Partei                     | Anzahl        | %             | Anzahl         | %              |
| -------------------------- | -------------------------- | ------------- | ------------- | -------------- | -------------- |
| Wahlberechtigte            | Wahlberechtigte            | 221.180       | 100,0         | 221.180        | 100,0          |
| Wähler                     | Wähler                     | 158.857       | 71,8          | 158.857        | 71,8           |
| Ungültige Stimmen          | Ungültige Stimmen          | 3.969         | 2,5           | 4.213          | 2,7            |
| Gültige Stimmen            | Gültige Stimmen            | 154.888       | 100,0         | 154.644        | 100,0          |
| davon                      |                            |               |               |                |                |
| Uta Zapf                   | SPD                        | 44.542        | 28,8          | 34.376         | 22,2           |
| Peter Wichtel              | CDU                        | 62.281        | 40,2          | 49.267         | 31,9           |
| Vera Langer                | FDP                        | 15.843        | 10,2          | 28.409         | 18,4           |
| Klaus-Uwe Gerhardt         | GRÜNE                      | 15.243        | 9,8           | 19.863         | 12,8           |
| Christine Buchholz         | DIE LINKE                  | 11.594        | 7,5           | 13.813         | 8,9            |
| Frank Marschner            | NPD                        | 2.434         | 1,6           | 1.766          | 1,1            |
|                            | REP                        | –             | –             | 1.068          | 0,7            |
| Daniela Rinkenberger       | Die Tierschutzpartei       | 2.722         | 1,8           | 1.858          | 1,2            |
|                            | BüSo                       | –             | –             | 198            | 0,1            |
|                            | MLPD                       | –             | –             | 41             | 0,0            |
|                            | DVU                        | –             | –             | 150            | 0,1            |
|                            | PIRATEN                    | –             | –             | 3.835          | 2,5            |
| Ahmet Kansiz               | Willi-Weise-Projekt        | 229           | 0,1           | –              | –              |

Uta Zapf (SPD) und Christine Buchholz (Die Linke) sind über die Landeslisten in den Bundestag eingezogen.

### Bundestagswahl 2005
| Gegenstand der Nachweisung | Gegenstand der Nachweisung | Erst- stimmen | Erst- stimmen | Zweit- stimmen | Zweit- stimmen |
| Bewerber                   | Partei                     | Anzahl        | %             | Anzahl         | %              |
| -------------------------- | -------------------------- | ------------- | ------------- | -------------- | -------------- |
| Wahlberechtigte            | Wahlberechtigte            | 220.625       | 100,0         | 220.625        | 100,0          |
| Wähler                     | Wähler                     | 170.268       | 77,2          | 170.268        | 77,2           |
| Ungültige Stimmen          | Ungültige Stimmen          | 3.953         | 2,3           | 3.379          | 2,0            |
| Gültige Stimmen            | Gültige Stimmen            | 166.315       | 100,0         | 166.889        | 100,0          |
| davon                      |                            |               |               |                |                |
| Uta Zapf                   | SPD                        | 66.517        | 40,0          | 53.436         | 32,0           |
| Klaus Lippold              | CDU                        | 72.653        | 43,7          | 60.127         | 36,0           |
| Peter Schneider            | GRÜNE                      | 9.325         | 5,6           | 18.135         | 10,9           |
| Oliver Stirböck            | FDP                        | 7.990         | 4,8           | 20.946         | 12,6           |
| Rolf Gensert               | Die Linke.                 | 7.193         | 4,3           | 8.578          | 5,1            |
|                            | REP                        | –             | –             | 1.275          | 0,8            |
|                            | Die Tierschutzpartei       | –             | –             | 1.364          | 0,8            |
| Frank Marschner            | NPD                        | 2.637         | 1,6           | 1.848          | 1,1            |
|                            | GRAUE                      | –             | –             | 844            | 0,5            |
|                            | BüSo                       | –             | –             | 128            | 0,1            |
|                            | MLPD                       | –             | –             | 65             | 0,0            |
|                            | PSG                        | –             | –             | 143            | 0,1            |

### Bundestagswahl 2002
| Gegenstand der Nachweisung | Gegenstand der Nachweisung | Erst- stimmen | Erst- stimmen | Zweit- stimmen | Zweit- stimmen |
| Bewerber                   | Partei                     | Anzahl        | %             | Anzahl         | %              |
| -------------------------- | -------------------------- | ------------- | ------------- | -------------- | -------------- |
| Wahlberechtigte            | Wahlberechtigte            | 221.942       | 100,0         | 221.942        | 100,0          |
| Wähler                     | Wähler                     | 176.190       | 79,4          | 176.190        | 79,4           |
| Ungültige Stimmen          | Ungültige Stimmen          | 3.741         | 2,1           | 3.210          | 1,8            |
| Gültige Stimmen            | Gültige Stimmen            | 172.449       | 100,0         | 172.980        | 100,0          |
| davon                      |                            |               |               |                |                |
| Uta Zapf                   | SPD                        | 74.924        | 43,4          | 61.315         | 35,4           |
| Klaus Lippold              | CDU                        | 74.158        | 43,0          | 67.721         | 39,1           |
| Vecih Yasaner              | GRÜNE                      | 9.114         | 5,3           | 20.733         | 12,0           |
| Oliver Stirböck            | FDP                        | 10.062        | 5,8           | 15.300         | 8,8            |
|                            | REP                        | –             | –             | 1.286          | 0,7            |
| Rolf Gensert               | PDS                        | 2.334         | 1,4           | 2.567          | 1,5            |
|                            | Die Tierschutzpartei       | –             | –             | 989            | 0,6            |
| Frank Marschner            | NPD                        | 1.857         | 1,1           | 610            | 0,4            |
|                            | GRAUE                      | –             | –             | 363            | 0,2            |
|                            | PBC                        | –             | –             | 192            | 0,1            |
|                            | CM                         | –             | –             | 119            | 0,1            |
|                            | ödp                        | –             | –             | 156            | 0,1            |
|                            | BüSo                       | –             | –             | 65             | 0,0            |
|                            | Schill                     | –             | –             | 1.564          | 0,9            |

### Bundestagswahl 1998
| Gegenstand der Nachweisung | Gegenstand der Nachweisung | Erst- stimmen | Erst- stimmen | Zweit- stimmen | Zweit- stimmen |
| Bewerber                   | Partei                     | Anzahl        | %             | Anzahl         | %              |
| -------------------------- | -------------------------- | ------------- | ------------- | -------------- | -------------- |
| Wahlberechtigte            | Wahlberechtigte            | 220.006       | 100,0         | 220.006        | 100,0          |
| Wähler                     | Wähler                     | 182.721       | 83,1          | 182.721        | 83,1           |
| Ungültige Stimmen          | Ungültige Stimmen          | 3.236         | 1,8           | 2.645          | 1,4            |
| Gültige Stimmen            | Gültige Stimmen            | 179.485       | 100,0         | 180.076        | 100,0          |
| davon                      |                            |               |               |                |                |
| Klaus Wilhelm Lippold      | CDU                        | 77.276        | 43,1          | 65.477         | 36,4           |
| Uta Zapf                   | SPD                        | 77.988        | 43,5          | 67.637         | 37,6           |
| Vecih Yasaner              | GRÜNE                      | 7.831         | 4,4           | 16.258         | 9,0            |
| Ulrich Mayer               | F.D.P.                     | 5.734         | 3,2           | 16.635         | 9,2            |
| Heike Berg-Gensert         | PDS                        | 2.130         | 1,2           | 2.822          | 1,6            |
|                            | APPD                       | –             | –             | 158            | 0,1            |
|                            | BüSo                       | –             | –             | 49             | 0,0            |
| Oliver Michael Remy        | BFB – Die Offensive        | 1.558         | 0,9           | 995            | 0,6            |
|                            | Chance 2000                | –             | –             | 130            | 0,1            |
|                            | CM                         | –             | –             | 92             | 0,1            |
|                            | DVU                        | –             | –             | 1.424          | 0,8            |
|                            | GRAUE                      | –             | –             | 467            | 0,3            |
| Hans-Joachim Münd          | REP                        | 5.354         | 3,0           | 4.804          | 2,7            |
|                            | DIE FRAUEN                 | –             | –             | 134            | 0,1            |
|                            | Pro DM                     | –             | –             | 1.261          | 0,7            |
|                            | Die Tierschutzpartei       | –             | –             | 701            | 0,4            |
| Frank Marschner            | NPD                        | 619           | 0,3           | 418            | 0,2            |
| Roman Walter Maisch        | NATURGESETZ                | 560           | 0,3           | 238            | 0,1            |
| Michael Seidling-Lewin     | ödp                        | 435           | 0,2           | 219            | 0,1            |
|                            | PBC                        | –             | –             | 117            | 0,1            |
|                            | PSG                        | –             | –             | 40             | 0,0            |

### Bundestagswahl 1994
| Gegenstand der Nachweisung | Gegenstand der Nachweisung | Erst- stimmen | Erst- stimmen | Zweit- stimmen | Zweit- stimmen |
| Bewerber                   | Partei                     | Anzahl        | %             | Anzahl         | %              |
| -------------------------- | -------------------------- | ------------- | ------------- | -------------- | -------------- |
| Wahlberechtigte            | Wahlberechtigte            | 224.571       | 100,0         | 224.571        | 100,0          |
| Wähler                     | Wähler                     | 183.975       | 81,9          | 183.975        | 81,9           |
| Ungültige Stimmen          | Ungültige Stimmen          | 2.503         | 1,4           | 2.296          | 1,2            |
| Gültige Stimmen            | Gültige Stimmen            | 181.472       | 100,0         | 181.679        | 100,0          |
| davon                      |                            |               |               |                |                |
| Klaus Lippold              | CDU                        | 86.022        | 47,4          | 76.999         | 42,4           |
| Uta Zapf                   | SPD                        | 66.261        | 36,5          | 58.599         | 32,3           |
| Ulrich Mayer               | F.D.P.                     | 6.369         | 3,5           | 17.060         | 9,4            |
| Ingrid Borretty            | GRÜNE                      | 13.589        | 7,5           | 18.907         | 10,4           |
| Klaus Stierhofer           | REP                        | 5.075         | 2,8           | 5.131          | 2,8            |
| Helmut Usinger             | PDS                        | 1.570         | 0,9           | 2.200          | 1,2            |
|                            | Solidarität                | –             | –             | 78             | 0,0            |
| Bruno Wagner               | DIE GRAUEN                 | 1.565         | 0,9           | 1.247          | 0,7            |
|                            | NATURGESETZ                | –             | –             | 508            | 0,3            |
|                            | MLPD                       | –             | –             | 22             | 0,0            |
| Wolfgang Wrzesniok         | ÖDP                        | 1.021         | 0,6           | 704            | 0,4            |
|                            | PBC                        | –             | –             | 224            | 0,1            |

### Bundestagswahl 1990
| Gegenstand der Nachweisung        | Gegenstand der Nachweisung | Erst- stimmen | Erst- stimmen | Zweit- stimmen | Zweit- stimmen |
| Bewerber                          | Partei                     | Anzahl        | %             | Anzahl         | %              |
| --------------------------------- | -------------------------- | ------------- | ------------- | -------------- | -------------- |
| Wahlberechtigte                   | Wahlberechtigte            | 213.770       | 100,0         | 213.770        | 100,0          |
| Wähler                            | Wähler                     | 171.081       | 80,0          | 171.081        | 80,0           |
| Ungültige Stimmen                 | Ungültige Stimmen          | 2.992         | 1,7           | 1.852          | 1,1            |
| Gültige Stimmen                   | Gültige Stimmen            | 168.089       | 100,0         | 169.229        | 100,0          |
| davon                             |                            |               |               |                |                |
| Klaus Lippold                     | CDU                        | 79.217        | 47,1          | 73.446         | 43,4           |
| Uta Zapf                          | SPD                        | 61.959        | 36,9          | 57.609         | 34,0           |
| Walter Müller-Cosin               | GRÜNE                      | 10.424        | 6,2           | 9.920          | 5,9            |
| Ulrich Mayer                      | F.D.P.                     | 12.908        | 7,7           | 20.348         | 12,0           |
|                                   | DIE GRAUEN                 | –             | –             | 1.690          | 1,0            |
|                                   | REP                        | –             | –             | 3.758          | 2,2            |
| Erhard Hübschen                   | NPD                        | 2.573         | 1,5           | 1.103          | 0,7            |
| Ulrich Heinz Josef Bernard Felder | ÖDP                        | 1.008         | 0,6           | 591            | 0,3            |
|                                   | PDS                        | –             | –             | 764            | 0,5            |

### Bundestagswahl 1987
| Gegenstand der Nachweisung | Gegenstand der Nachweisung | Erst- stimmen | Erst- stimmen | Zweit- stimmen | Zweit- stimmen |
| Bewerber                   | Partei                     | Anzahl        | %             | Anzahl         | %              |
| -------------------------- | -------------------------- | ------------- | ------------- | -------------- | -------------- |
| Wahlberechtigte            | Wahlberechtigte            | 211.952       | 100,0         | 211.952        | 100,0          |
| Wähler                     | Wähler                     | 178.195       | 84,1          | 178.195        | 84,1           |
| Ungültige Stimmen          | Ungültige Stimmen          | 3.010         | 1,7           | 2.025          | 1,1            |
| Gültige Stimmen            | Gültige Stimmen            | 175.185       | 100,0         | 176.170        | 100,0          |
| davon                      |                            |               |               |                |                |
| Klaus Lippold              | CDU                        | 83.329        | 47,6          | 75.906         | 43,1           |
| Friedrich Michael Keller   | SPD                        | 65.864        | 37,6          | 61.390         | 34,8           |
| Ulrich Mayer               | F.D.P.                     | 8.316         | 4,7           | 17.567         | 10,0           |
| Hans-Georg Klauer          | GRÜNE                      | 15.047        | 8,6           | 18.863         | 10,7           |
|                            | FRAUEN                     | –             | –             | 549            | 0,3            |
|                            | MLPD                       | –             | –             | 45             | 0,0            |
|                            | NPD                        | –             | –             | 1.249          | 0,7            |
| Judith Heim                | ÖDP                        | 612           | 0,3           | 432            | 0,2            |
| Eginhardt Pohlmann         | Patrioten                  | 359           | 0,2           | 169            | 0,1            |
| Karl Heinrich Konrad Volp  | FRIEDEN                    | 1.658         | 0,9           | –              | –              |

### Bundestagswahl 1983
| Gegenstand der Nachweisung | Gegenstand der Nachweisung | Erst- stimmen | Erst- stimmen | Zweit- stimmen | Zweit- stimmen |
| Bewerber                   | Partei                     | Anzahl        | %             | Anzahl         | %              |
| -------------------------- | -------------------------- | ------------- | ------------- | -------------- | -------------- |
| Wahlberechtigte            | Wahlberechtigte            | 206.293       | 100,0         | 206.293        | 100,0          |
| Wähler                     | Wähler                     | 185.030       | 89,7          | 185.030        | 89,7           |
| Ungültige Stimmen          | Ungültige Stimmen          | 2.253         | 1,2           | 1.563          | 0,8            |
| Gültige Stimmen            | Gültige Stimmen            | 182.777       | 100,0         | 183.467        | 100,0          |
| davon                      |                            |               |               |                |                |
| Walter Buckpesch           | SPD                        | 79.263        | 43,4          | 73.812         | 40,2           |
| Klaus Lippold              | CDU                        | 88.783        | 48,6          | 81.255         | 44,3           |
| Ulrich Mayer               | F.D.P.                     | 4.716         | 2,6           | 14.926         | 8,1            |
| Anneli Braun               | DKP                        | 510           | 0,3           | 420            | 0,2            |
| Volker Kretzschmar         | GRÜNE                      | 9.308         | 5,1           | 12.495         | 6,8            |
| Josef Stalleicher          | EAP                        | 197           | 0,1           | 140            | 0,1            |
|                            | NPD                        | –             | –             | 419            | 0,2            |

### Bundestagswahl 1980
| Gegenstand der Nachweisung | Gegenstand der Nachweisung | Erst- stimmen | Erst- stimmen | Zweit- stimmen | Zweit- stimmen |
| Bewerber                   | Partei                     | Anzahl        | %             | Anzahl         | %              |
| -------------------------- | -------------------------- | ------------- | ------------- | -------------- | -------------- |
| Wahlberechtigte            | Wahlberechtigte            | 204.249       | 100,0         | 204.249        | 100,0          |
| Wähler                     | Wähler                     | 182.811       | 89,5          | 182.811        | 89,5           |
| Ungültige Stimmen          | Ungültige Stimmen          | 2.976         | 1,6           | 1.537          | 0,8            |
| Gültige Stimmen            | Gültige Stimmen            | 179.835       | 100,0         | 181.274        | 100,0          |
| davon                      |                            |               |               |                |                |
| Manfred Coppik             | SPD                        | 84.450        | 47,0          | 82.328         | 45,4           |
| Klaus Lippold              | CDU                        | 75.482        | 42,0          | 73.079         | 40,3           |
| Günter Wolf                | F.D.P.                     | 14.942        | 8,3           | 21.061         | 11,6           |
| Anneli Braun               | DKP                        | 542           | 0,3           | 471            | 0,3            |
| Helmut Kumm                | GRÜNE                      | 4.305         | 2,4           | 3.761          | 2,1            |
|                            | EAP                        | –             | –             | 37             | 0,0            |
| Elke Burkart               | KBW                        | 114           | 0,1           | 85             | 0,0            |
|                            | NPD                        | –             | –             | 401            | 0,2            |
|                            | V                          | –             | –             | 51             | 0,0            |

### Bundestagswahl 1976
| Gegenstand der Nachweisung | Gegenstand der Nachweisung | Erst- stimmen | Erst- stimmen | Zweit- stimmen | Zweit- stimmen |
| Bewerber                   | Partei                     | Anzahl        | %             | Anzahl         | %              |
| -------------------------- | -------------------------- | ------------- | ------------- | -------------- | -------------- |
| Wahlberechtigte            | Wahlberechtigte            | 201.169       | 100,0         | 201.169        | 100,0          |
| Wähler                     | Wähler                     | 184.766       | 91,8          | 184.766        | 91,8           |
| Ungültige Stimmen          | Ungültige Stimmen          | 2.283         | 1,2           | 1.256          | 0,7            |
| Gültige Stimmen            | Gültige Stimmen            | 182.483       | 100,0         | 183.510        | 100,0          |
| davon                      |                            |               |               |                |                |
| Manfred Coppik             | SPD                        | 85.626        | 46,9          | 83.344         | 45,4           |
| Hanna Walz                 | CDU                        | 81.015        | 44,4          | 80.789         | 44,0           |
| Günter Wolf                | F.D.P.                     | 13.740        | 7,5           | 17.307         | 9,4            |
|                            | AUD                        | –             | –             | 74             | 0,0            |
|                            | AVP                        | –             | –             | 19             | 0,0            |
| Alwin Borst                | DKP                        | 1.058         | 0,6           | 907            | 0,5            |
|                            | EAP                        | –             | –             | 35             | 0,0            |
|                            | KPD                        | –             | –             | 162            | 0,1            |
| Ulrich Kniep               | KBW                        | 409           | 0,2           | 295            | 0,2            |
| Eva-Maria von Wolzogen     | NPD                        | 635           | 0,3           | 578            | 0,3            |

### Bundestagswahl 1972
| Gegenstand der Nachweisung | Gegenstand der Nachweisung | Erst- stimmen | Erst- stimmen | Zweit- stimmen | Zweit- stimmen |
| Bewerber                   | Partei                     | Anzahl        | %             | Anzahl         | %              |
| -------------------------- | -------------------------- | ------------- | ------------- | -------------- | -------------- |
| Wahlberechtigte            | Wahlberechtigte            | 192.522       | 100,0         | 192.522        | 100,0          |
| Wähler                     | Wähler                     | 177.178       | 92,0          | 177.178        | 92,0           |
| Ungültige Stimmen          | Ungültige Stimmen          | 1.611         | 0,9           | 967            | 0,5            |
| Gültige Stimmen            | Gültige Stimmen            | 175.567       | 100,0         | 176.211        | 100,0          |
| davon                      |                            |               |               |                |                |
| Manfred Coppik             | SPD                        | 95.731        | 54,5          | 86.097         | 48,9           |
| Hanna Walz                 | CDU                        | 67.239        | 38,3          | 67.326         | 38,2           |
| Wolfgang Weimershaus       | F.D.P.                     | 10.947        | 6,2           | 21.020         | 11,9           |
| Alwin Borst                | DKP                        | 934           | 0,5           | 807            | 0,5            |
|                            | EFP                        | –             | –             | 185            | 0,1            |
| Ursula Diehl               | NPD                        | 716           | 0,4           | 776            | 0,4            |

### Bundestagswahl 1969
| Gegenstand der Nachweisung | Gegenstand der Nachweisung | Erst- stimmen | Erst- stimmen | Zweit- stimmen | Zweit- stimmen |
| Bewerber                   | Partei                     | Anzahl        | %             | Anzahl         | %              |
| -------------------------- | -------------------------- | ------------- | ------------- | -------------- | -------------- |
| Wahlberechtigte            | Wahlberechtigte            | 181.853       | 100,0         | 181.853        | 100,0          |
| Wähler                     | Wähler                     | 160.901       | 88,5          | 160.901        | 88,5           |
| Ungültige Stimmen          | Ungültige Stimmen          | 3.145         | 2,0           | 1.769          | 1,1            |
| Gültige Stimmen            | Gültige Stimmen            | 157.756       | 100,0         | 159.132        | 100,0          |
| davon                      |                            |               |               |                |                |
| Horst Schmidt              | SPD                        | 86.445        | 54,8          | 80.704         | 50,7           |
| Hanna Walz                 | CDU                        | 56.787        | 36,0          | 58.325         | 36,7           |
| Oswald Adolph Kohut        | FDP                        | 7.596         | 4,8           | 11.206         | 7,0            |
| Robert Hofmann             | ADF                        | 1.595         | 1,0           | 1.648          | 1,0            |
|                            | EP                         | –             | –             | 382            | 0,2            |
|                            | GPD                        | –             | –             | 568            | 0,4            |
| Otto Reisbeck              | NPD                        | 5.333         | 3,4           | 6.299          | 4,0            |

### Bundestagswahl 1965
| Gegenstand der Nachweisung | Gegenstand der Nachweisung | Erst- stimmen | Erst- stimmen | Zweit- stimmen | Zweit- stimmen |
| Bewerber                   | Partei                     | Anzahl        | %             | Anzahl         | %              |
| -------------------------- | -------------------------- | ------------- | ------------- | -------------- | -------------- |
| Wahlberechtigte            | Wahlberechtigte            | 175.224       | 100,0         | 175.224        | 100,0          |
| Wähler                     | Wähler                     | 154.148       | 88,0          | 154.148        | 88,0           |
| Ungültige Stimmen          | Ungültige Stimmen          | 4.747         | 3,1           | 3.438          | 2,2            |
| Gültige Stimmen            | Gültige Stimmen            | 149.401       | 100,0         | 150.710        | 100,0          |
| davon                      |                            |               |               |                |                |
| Horst Schmidt              | SPD                        | 73.395        | 49,1          | 71.638         | 47,5           |
| Karl Kanka                 | CDU                        | 56.906        | 38,1          | 55.842         | 37,1           |
| Wolfgang Weimershaus       | FDP                        | 12.746        | 8,5           | 15.585         | 10,3           |
|                            | AUD                        | –             | –             | 188            | 0,1            |
| Helmut Rödl                | DFU                        | 3.848         | 2,6           | 4.452          | 3,0            |
| Gustav Stürtz              | NPD                        | 2.506         | 1,7           | 3.005          | 2,0            |

### Bundestagswahl 1961
| Gegenstand der Nachweisung | Gegenstand der Nachweisung | Erst- stimmen | Erst- stimmen | Zweit- stimmen | Zweit- stimmen |
| Bewerber                   | Partei                     | Anzahl        | %             | Anzahl         | %              |
| -------------------------- | -------------------------- | ------------- | ------------- | -------------- | -------------- |
| Wahlberechtigte            | Wahlberechtigte            | 212.543       | 100,0         | 212.543        | 100,0          |
| Wähler                     | Wähler                     | 193.578       | 91,1          | 193.578        | 91,1           |
| Ungültige Stimmen          | Ungültige Stimmen          | 5.506         | 2,8           | 9.962          | 5,1            |
| Gültige Stimmen            | Gültige Stimmen            | 188.072       | 100,0         | 183.616        | 100,0          |
| davon                      |                            |               |               |                |                |
| Karl Kanka                 | CDU                        | 73.036        | 38,8          | 69.032         | 37,6           |
| Horst Schmidt              | SPD                        | 85.670        | 45,6          | 82.558         | 45,0           |
| Oswald Adolph Kohut        | FDP                        | 17.104        | 9,1           | 19.367         | 10,5           |
| Helmuth Schranz            | GDP (DP-BHE)               | 5.698         | 3,0           | 5.825          | 3,2            |
| Guido Senzig               | DFU                        | 5.718         | 3,0           | 5.915          | 3,2            |
| Wilhelmine Knauer          | DRP                        | 846           | 0,4           | 919            | 0,5            |

### Bundestagswahl 1957
| Gegenstand der Nachweisung | Gegenstand der Nachweisung | Erst- stimmen | Erst- stimmen | Zweit- stimmen | Zweit- stimmen |
| Bewerber                   | Partei                     | Anzahl        | %             | Anzahl         | %              |
| -------------------------- | -------------------------- | ------------- | ------------- | -------------- | -------------- |
| Wahlberechtigte            | Wahlberechtigte            | 190.147       | 100,0         | 190.147        | 100,0          |
| Wähler                     | Wähler                     | 173.042       | 91,0          | 173.042        | 91,0           |
| Ungültige Stimmen          | Ungültige Stimmen          | 5.741         | 3,3           | 8.653          | 5,0            |
| Gültige Stimmen            | Gültige Stimmen            | 167.301       | 100,0         | 164.389        | 100,0          |
| davon                      |                            |               |               |                |                |
| Wilhelm Banse              | SPD                        | 71.784        | 42,9          | 69.845         | 42,5           |
| Karl Kanka                 | CDU                        | 71.810        | 42,9          | 70.264         | 42,7           |
| Oswald Adolph Kohut        | FDP                        | 9.119         | 5,5           | 9.411          | 5,7            |
| Sepp Waller                | GB/BHE                     | 5.903         | 3,5           | 6.194          | 3,8            |
| Helmuth Schranz            | DP                         | 7.913         | 4,7           | 7.579          | 4,6            |
|                            | BdD                        | –             | –             | 270            | 0,2            |
| Max Geissen                | DRP                        | 772           | 0,5           | 826            | 0,5            |

### Bundestagswahl 1953
| Gegenstand der Nachweisung | Gegenstand der Nachweisung | Erst- stimmen | Erst- stimmen | Zweit- stimmen | Zweit- stimmen |
| Bewerber                   | Partei                     | Anzahl        | %             | Anzahl         | %              |
| -------------------------- | -------------------------- | ------------- | ------------- | -------------- | -------------- |
| Wahlberechtigte            | Wahlberechtigte            | 169.038       | 100,0         | 169.038        | 100,0          |
| Wähler                     | Wähler                     | 149.005       | 88,1          | 149.005        | 88,1           |
| Ungültige Stimmen          | Ungültige Stimmen          | 5.257         | 3,5           | 7.337          | 4,9            |
| Gültige Stimmen            | Gültige Stimmen            | 143.748       | 100,0         | 141.668        | 100,0          |
| davon                      |                            |               |               |                |                |
| Karl Kanka                 | CDU                        | 52.061        | 36,2          | 50.848         | 35,9           |
| Wilhelm Banse              | SPD                        | 57.539        | 40,0          | 56.202         | 39,7           |
| Oswald Kohut               | FDP                        | 11.698        | 8,1           | 12.577         | 8,9            |
| Helmut Mainusch            | GB/BHE                     | 3.753         | 2,6           | 4.029          | 2,8            |
| Helmuth Schranz            | DP                         | 10.637        | 7,4           | 9.758          | 6,9            |
| Friedrich Müller           | KPD                        | 6.572         | 4,6           | 6.453          | 4,6            |
| Wilhelm Klinger            | GVP                        | 1.488         | 1,0           | 1.801          | 1,3            |

### Bundestagswahl 1949
|                   | Partei            | Anzahl  | %     |
| ----------------- | ----------------- | ------- | ----- |
| Wahlberechtigte   | Wahlberechtigte   | 149.947 | 100,0 |
| Wähler            | Wähler            | 125.586 | 83,8  |
| Ungültige Stimmen | Ungültige Stimmen | 9.642   | 7,7   |
| Gültige Stimmen   | Gültige Stimmen   | 115.944 | 100,0 |
| davon             |                   |         |       |
| Harald Koch       | SPD               | 43.119  | 37,2  |
|                   | CDU               | 28.286  | 24,4  |
|                   | FDP               | 20.108  | 17,3  |
|                   | KPD               | 11.186  | 9,6   |
|                   | Parteilose        | 13.245  | 11,4  |